# 克劳德·杰德
克劳德·杰德（英語：Claude Jade，1948年10月8日—2006年12月1日，港譯歌羅茱黛），法国演员。
克劳德·杰德 克劳德-杰德接受了古典戏剧的训练。自1967年以来，她在电视剧和戏剧中担任演员。1968年，她在弗朗索瓦-特吕弗的电影《偷吻 》中担任主角。这部电影和特吕弗的另一部电影 法蘭索瓦·杜魯福, 《床地风云》, 使她出名。
她曾在美國、義大利、德國和俄國等多國電影中演出，亦演過法國導演 杜魯福 所執導的多部電影。克劳德·杰德於2006年12月1日週五在巴黎近郊的医院病逝，享年58岁。经常跟她合作的剧作家Jacques Rampel透露，「克劳德近年备受眼癌困扰，最近癌细胞还有扩散的迹象。」克劳德是特吕弗最喜爱起用的演员之一，2人曾合作的电影包括《偷吻》、《爱情逃跑》及《婚姻生活》等，她死前正为一齣电视电影准备，希望在明年1月可以投入演出。克劳德-杰德还有一个重要的电影角色，在电视连续剧《30个棺材的岛屿》（1979年）中扮演韦罗尼克-德赫格蒙特。

## 主要作品列表
- 偷吻 (1968年) (Baisers volés)
- 黄宝石 (1969年) (Topaz)
- 床地风云 (1970年) (Domicile conjugal)
- 家在台北 (1973年) (Home Sweet Home)
- 爱情狂奔 (1979年) (L'amour en fuite)
- 德黑兰43年 (1980年) (Teheran 43)
- 列宁在巴黎 (1981年) (Lenin in Paris)
- 水母的木筏 (1998) (Le radeau de la Méduse)